# Christian Schulte-Loh

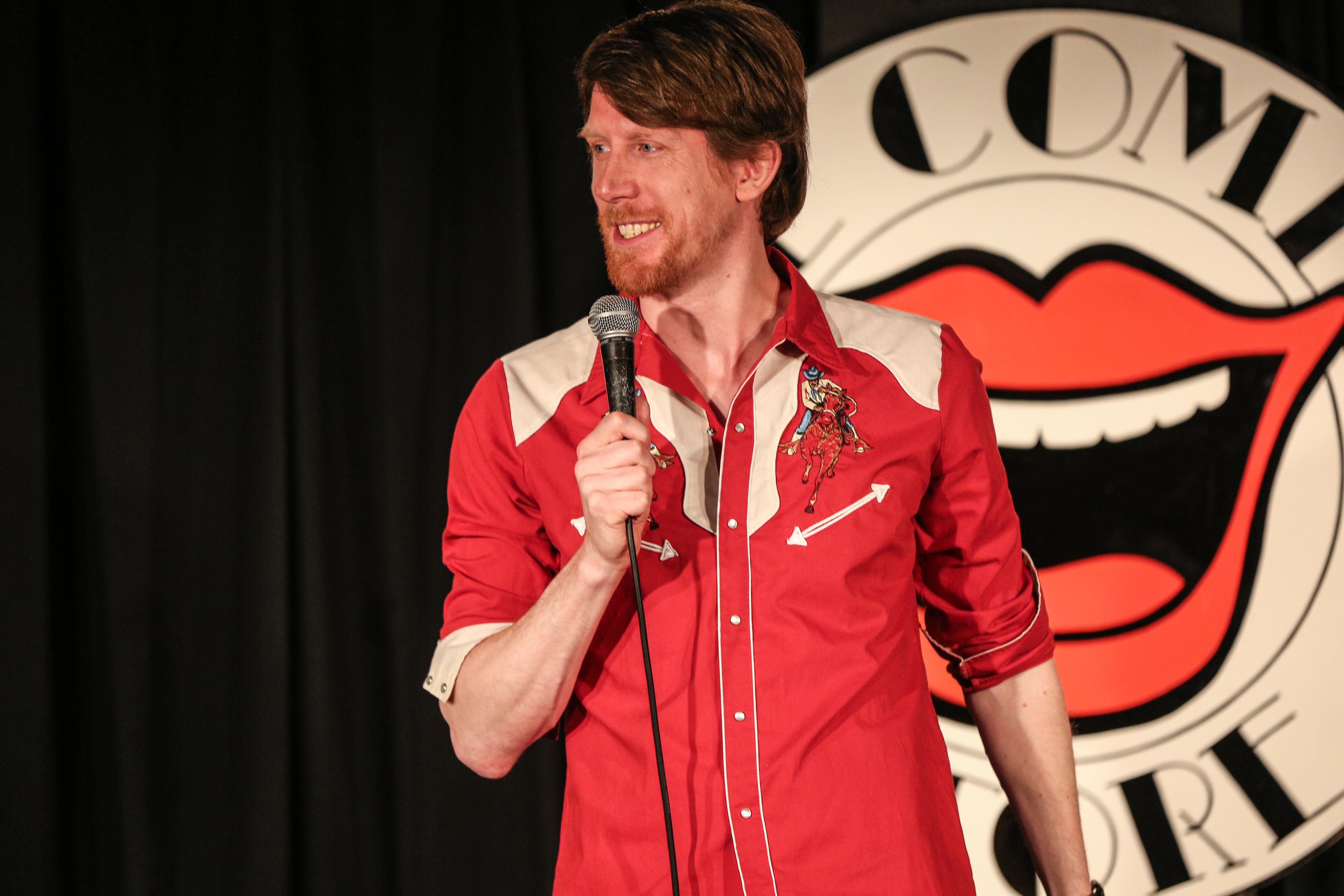
Christian Schulte-Loh im Comedy Store London (2016)

Christian Schulte-Loh (* 1979 in Haltern) ist ein deutscher Komiker, Moderator und Autor.

## Leben und Karriere
Christian Schulte-Loh wuchs in Haltern am See auf. Komiker war sein Traumberuf, seit er als Schüler Platten von Otto Waalkes und Heinz Erhardt gehört hatte. Nach seinem Abitur studierte er Medienmanagement an der Hochschule Mittweida und schloss das Studium 2003 als Diplom-Medienwirt ab. Seine Abschlussarbeit zur Adaption US-amerikanischer TV-Comedy-Formate am deutschen Markt wurde von Hugo Egon Balder betreut. Nach dem Studium arbeitete er zunächst viele Jahre als Redakteur und Produzent für deutsche und internationale TV-Formate, u. a. in Budapest und Buenos Aires.
2002 hatte Schulte-Loh in Belgien während eines Auslandssemesters seinen ersten englischsprachigen Auftritt als Stand-up-Comedian. Seitdem trat er in Comedy Clubs verschiedener Länder auf, zunächst ausschließlich auf Englisch. Im Jahr 2009 verlegte er seinen Wohnsitz nach London, um sich hauptberuflich der Comedy zuzuwenden. In England machte sich Schulte-Loh schon bald als „German Comedian“ einen Namen in der Comedy-Szene. Mit seinen Solo-Shows tritt er regelmäßig beim Fringe-Festival in Edinburgh auf.
Schulte-Loh trat bereits in über dreißig Ländern auf. In Deutschland, wo er nunmehr wieder lebt, ist er seit 2012 ebenfalls auf der Bühne und im Fernsehen zu sehen, u. a. im Quatsch Comedy Club, bei Nuhr im Ersten, Markus Lanz und NightWash. Er pendelt seitdem zwischen England und Deutschland.
2017 erschien sein Buch Zum Lachen auf die Insel im Piper Verlag. In dem Buch erzählt Schulte-Loh von seinen Erlebnissen in England und seinem turbulenten Aufstieg als „German Comedian“ im Mutterland des Humors.
Im September 2023 erschien sein erster Roman Es gibt einen Gott, und ihr ist langweilig bei Droemer Knaur.
Schulte-Loh lebt in London und Berlin.

## Programme
- Stop Laughing, I’m German! (2009)
- I am German, I Should Not Be Here (2010)
- German Comedian (2012)
- Attack of the 50 Foot German Comedian (2013)
- Return of the 50 Foot German Comedian (2015)
- Rise of the 50 Foot German Comedian (2017)
- Halleluja! Ich bin der König von England (2019)
- Comeback of the 50 Foot German Comedian (2022)
- Bankrott Royal – Die Zukunft ist golden (2023)

## Bücher
- Zum Lachen auf die Insel. Piper, München 2017, ISBN 978-3-492-31029-1.
- Es gibt einen Gott, und ihr ist langweilig. Roman. Droemer, München 2023, ISBN 978-3-426-28412-4.

## TV-Auftritte (Auszug)
- „Typisch deutsch?! – die Kaya-Show“ (RTL, 2013)
- „Nuhr im Ersten“ (ARD, 2021, 2022, 2023, 2024)
- „Die Quatsch Comedy Show“ (ProSieben, 2014)
- „NightWash“ (Einsfestival, 2014, 2017)
- „Jetzt wird’s schräg“ (Sat.1, 2014, 2015)
- „The One Show“ (BBC1, 2015)
- „Vereinsheim Schwabing“ (BR, 2016)
- „Markus Lanz“ (ZDF, 2016, 2017)
- „Quatsch Comedy Club“ (Sky, 2017)
- „NightWash“ (Einsfestival, 2018)
- „Quatsch Comedy Club“ (Sky, 2018, 2019, 2020, 2021)
- „Ziemlich beste Nachbarn – Wir und die Briten“ mit Michael Kessler (ZDF, 2019)
- „Genial daneben – das Quiz“ (Sat.1, 2019)
- „Maybrit Illner“ (ZDF, 2019)
- „Volle Kanne“ (ZDF, 2019)
- „Mitternachtsspitzen“ (WDR, 2019, 2025)
- „Phoenix Runde“ (Phoenix, 2023)

## Radio
- Britain vs The World, Folge 6, BBC Radio4, 2015[7]
- Comedy-Serie Einerdung. Zehn Folgen, Autor und Sprecher, EINSLIVE, 2016[8]